# Torta Sacher
Torta Sacher je vrsta čokoladne torte z nadevom iz marelične marmelade in čokoladno glazuro, ki jo je iznašel Franz Sacher. Velja za eno izmed najbolj znanih specialitet dunajske kuhinje in se uvršča na seznam avstrijskih nacionalnih jedi.

## Zgodovina
Njeni začetki segajo v leto 1832, ko je avstrijski knez Metternich svojega glavnega dvornega kuharja zadolžil, naj zanj in za njegove goste pripravi posebno sladico. Glavni kuhar je nenadoma zbolel, zato je njegovo nalogo moral prevzeti 16-letni vajenec Franz Sacher (1816–1907), ki se je na dvoru uvajal 2 leti. Franzu Sacherju je tako uspelo zasnovati osnovno obliko torte Sacher.
Kljub temu da so bili gostje nad sladico navdušeni, ta s strani javnosti sprva ni bila deležna velike pozornosti. Sacher je po zaključenem usposabljanju odpotoval v Bratislavo in kasneje v Budimpešto, leta 1848 pa se je vrnil na Dunaj, kjer je odprl delikatesno prodajalno ter vinoteko.
Njegov najstarejši sin Eduard (1843–1892) je očetovo delo nadaljeval in svoje usposabljanje zaključil pri dvornem slaščičarju Demlu.  V tem času je izpopolnil očetov recept in torti dal obliko, v kateri jo poznamo še danes. Torta Sacher je bila sprva v ponudbi slaščičarne Demel, kasneje pa tudi hotela Sacher, ki ga je leta 1876 ustanovil Sacherejev sin Eduard. Od takrat naprej velja za eno izmed najbolj znanih dunajskih kulinaričnih specialitet.

## Pravni spor
Vprašanje o uporabi imena izvirna torta Sacher je hotel Sacher in slaščičarno Demel pripeljalo do pravnega spora. Eduard Sacher je recept za torto Sacher izpopolnil v slaščičarni Demel in od takrat naprej je tam bila v stalni ponudbi. Po smrti Eduardove vdove Anne Sacher (1859–1930) in stečaju hotela leta 1934 se je njegov sin zaposlil v Demlu ter slaščičarni dodelil pravico prodajanja torte pod imenom torta Eduarda Sacherja.
Leta 1938 je prišlo do prvih nesoglasij med slaščičarno Demel in novimi lastniki hotela, ki so torto Sacher začeli prodajati tudi na ulicah pod blagovno znamko izvirna torta Sacher. Po drugi svetovni vojni in obdobju okupacije so leta 1954 lastniki hotela uveljavili pravice svoje blagovne znamke in tožili slaščičarno Demel, ki je torto prodajala pod imenom izvirna torta Sacher. V naslednjih 7 letih so se nadaljevali pravni spori v zvezi z uporabo imena, številom slojev marmeladnega nadeva ter sestavinami. Avstrijski pisatelj Friedrich Torberg, stalni gost hotela Sacher kot tudi slaščičarne Demel, je v tem procesu pričal, da torta Sacher začasa življenja Anne Sacher nikoli ni bila prerezana po sredini niti premazana z marmelado. 
Leta 1963 je prišlo do izvensodne poravnave, kar je hotelu Sacher omogočilo, da torto lahko poimenuje izvirna torta Sacher, Demlu pa dodelilo pravico, da torto okrasi s trikotnim pečatom, ki nosi napis torta Eduarda Sacherja. Obe torti se razlikujeta v strukturi biskvita ter v številu slojev marmelade. Pri izvirni torti Sacher se prvi sloj nahaja pod čokoladno glazuro, drugi pa v sredini biskvita, pri torti Eduarda Sacherja pa le pod glazuro.